# 紐敦鎮區 (伊利諾伊州利文斯頓縣)
紐敦鎮區（英語：Newtown Township）是位於美國伊利諾伊州利文斯頓縣的一個行政鎮區。

## 地方資料
根據2010年美國人口普查的數據，紐敦鎮區的面積為93.80平方千米，當中陸地面積為93.20平方千米，而水域面積為0.60平方千米。當地共有人口701人，而人口密度為每平方千米7.47人。